# Valea lui Bosie
Valea lui Bosie – wieś w Rumunii, w okręgu Vaslui, w gminie Tătărăni. W 2011 roku liczyła 148 mieszkańców.